# Frankfurter Kreuz
L'échangeur de la Frankfurter Kreuz  (Croix de Francfort, nom donné par la forme) est le gigantesque nœud routier et autoroutier situé à quelques kilomètres au sud de Francfort-sur-le-Main en Allemagne.

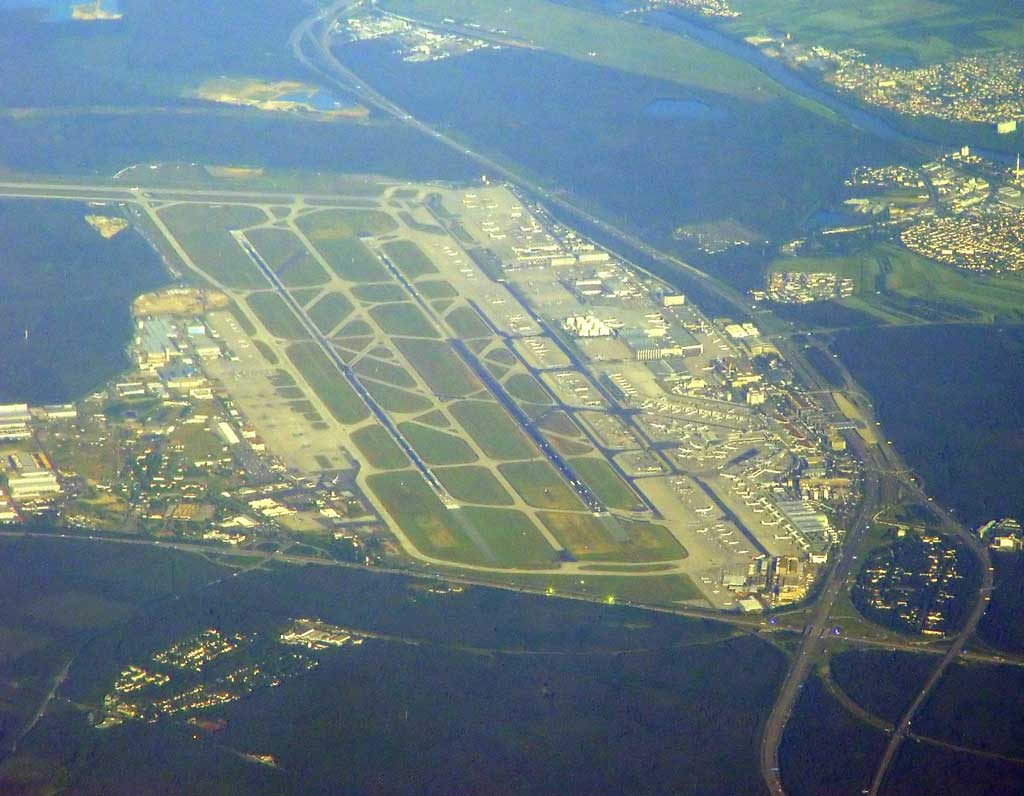
L'aéroport avec l'A5 (horizontalement) et l'A3 (verticalement).

Cet important point de jonction des transits Est-Ouest et Nord-Sud de l'Europe, sert d'une part de croisement entre l'autoroute A5 (reliant la Baltique au Rhin et à la Suisse) et l'autoroute A3 (reliant les Pays-Bas au Sud-Est de l'Allemagne et à l'Autriche). Il dessert d'autre part l'aéroport de Francfort, l'un des premiers en Europe, une gare ferroviaire à grande vitesse et la partie sud de l'agglomération.
Il est connu pour sa circulation intense et, à certains moments, malgré des aménagements récents, ses embouteillages très importants. Ce serait le plus important échangeur d'Europe avec environ 320 000 véhicules par jour[réf. souhaitée].